# Drosophila simulans
Drosophila simulans ist eine Art der Gattung Drosophila aus der Familie der Taufliegen (Drosophilidae). Den Artnamen „simulans“ (lateinisch: täuschend, nachahmend) erhielt sie vom Erstbeschreiber wegen der großen Ähnlichkeit zu Drosophila melanogaster, mit der sie bis 1919 allgemein verwechselt wurde. Beide Arten sind auch ähnlich in der Lebensweise der Larven.

## Merkmale
Wie alle nahe verwandten Arten ist Drosophila simulans eine kleine Fliegenart. Die Länge des Rumpfabschnitts (Thorax) beträgt etwa 0,85 Millimeter, die Flügel sind 1,5 bis 2,5 Millimeter lang. Die Art ist in der Körpergröße, je nach Entwicklungsbedingungen, recht variabel. Die Färbung des Kopfs ist gelblich. Auch der Rumpfabschnitt, einschließlich der Beine, ist gelblich gefärbt, in der Regel mit drei dunkleren Längsbändern auf der Oberseite des Scutellum. Die Tergite des Hinterleibs (Abdomen) sind gelblich mit abgesetzten dunklen Binden entlang ihres Hinterrands, die in der Mitte nie verschmälert oder unterbrochen ist, meist ist sie in der Mitte dreieckig nach vorn vorgezogen. Oft sind die hinteren Tergite, zur Abdomenspitze hin, ganz dunkel gefärbt. Die Flügel sind glasklar hyalin, ohne die dunklen Flecken, die bei manchen anderen Drosophila-Arten auftreten.
Die Art ist in der Gestalt und der Färbung außerordentlich ähnlich zu den nahe verwandten Arten (der melanogaster-Artengruppe) und von diesen sicher nur anhand weniger Merkmale zu unterscheiden. Wichtigste Differentialmerkmale sind: Am Kopf sind die Wangen (Genae, Seitenpartie der Kopfkapsel unterhalb der Komplexaugen) verhältnismäßig schmal, etwa ein Zwanzigstel des Augendurchmessers bzw. kaum so breit wie die dickste Stelle der Tibia der Vorderbeine (bei D.melanogaster ein wenig breiter). An den Begattungsorganen der Männchen steht ein größerer Anhang am Genitalbogen (anatomisch: der dorsale Ast des ventralen epiandrialen Lobus) muschelförmig nach unten vor (bei D.melanogaster ist er schmaler und hakenförmig). Die Artbestimmung von Einzeltieren im weiblichen Geschlecht ist schwierig und unsicher. Die Geschlechter unterscheiden sich, neben den Begattungsorganen, an sogenannten Geschlechtskämmen, auffallenden Borstenreihen an den Fußgliedern der Vorderbeine.

## Verbreitung und Lebensweise
Drosophila simulans ist heute fast weltweit verbreitet (kosmopolitisch). Diese Verbreitung geht auf Verschleppung durch den Menschen zurück. Nach altem Sammlungsmaterial und Vorkommen in nicht vom Menschen veränderten Habitaten konnte ein ursprüngliches Verbreitungsgebiet in Afrika rekonstruiert werden. Die Art lebt dort im Osten der Afrotropis und den östlich daran anschließenden Inseln (Madagaskar, Maskarenen, Komoren). In Westafrika schließt das natürliche Verbreitungsgebiet der Schwesterart Drosophila melanogaster an. Westliche Grenze der natürlichen Verbreitung sind etwa die Kamerunberge nahe der Küste Kameruns. Westlich davon tritt Drosophila simulans nur sporadisch und fast nur synanthrop, in menschengemachten Habitaten, auf. Trotz der weltweiten Verschleppung tritt die Art nicht überall gleichermaßen auf. Warum sie, trotz ähnlicher Durchschnittstemperaturen, bis heute in Westafrika und im zentralen Asien selten geblieben ist, ist bisher unzureichend verstanden.
Die Larven leben, wie diejenigen aller verwandten Arten, in faulenden Früchten, wobei kleine Faulstellen, etwa an Druckstellen, ausreichen. Sie werden durch den Geruch solcher Früchte, aber auch den von fermentierten fruchtigen Getränken, angelockt. D.simulans und D.melanogaster-Larven kommen sehr oft nebeneinander an derselben Stelle vor. Dennoch sind ihre Habitatansprüche nicht identisch. D.simulans gilt manchmal als etwas wärmeliebender und wird in Mitteleuropa nach Norden hin seltener. Sie kommt aber, etwa innerhalb von Häusern, bis nach Skandinavien vor. Als günstige Temperatur der Larvenentwicklung gelten etwa 20 bis 28 °C mit einem Optimum bei 22 °C,  die Art ist aber nicht sehr temperatursensibel und kann sich in einer weiten Temperaturspanne von 12 °C bis 31 °C erfolgreich fortpflanzen. Bei höheren Temperaturen entwickeln sich die Larven schneller, aber die schlüpfenden Imagines bleiben kleiner. Die Larven entwickeln sich unter günstigen Bedingungen außerordentlich rasch: Bei einer Temperatur (im Labor) von 25 °C beträgt die Entwicklungsdauer ungefähr 200 bis 205 Stunden (und damit etwas weniger als bei D.melanogaster mit etwa 220 Stunden). Über den gesamten Temperaturbereich entwickelt sich D.simulans bei niedrigen Temperaturen relativ schneller als D.melanogaster, dies kehrt sich um bei Temperaturen über 27 °C.
Die Larven von D.simulans vertragen nur geringe Konzentrationen von Alkohol, der sich an zuckerhaltigen faulenden Früchten durch Gärung bildet. D.simulans bevorzugt gegenüber D.melanogaster stärker belichtete Habitate und ist weniger empfindlich gegenüber direkter Sonneneinstrahlung als diese. Sie kommt daher nicht in Produktionsstätten für alkoholische Getränke, wie etwa an Gärrückständen oder in Weinkellern, vor.
Unter günstigen Bedingungen, bei Temperaturen über 25 °C entwickelt sich D.melanogaster etwas schneller als D.simulans und kann durch die höhere Wachstumsrate diese Art aus günstigen Lebensräumen durch Konkurrenz verdrängen. Bei Freilanduntersuchungen konnte mehrfach gefunden werden, dass die Relative Häufigkeit von D.simulans im Herbst, bei niedrigeren Temperaturen, deutlich zunimmt. D.simulans kommt auch in Häusern vor, ist hier aber fast immer seltener als D.melanogaster und kommt in Mitteleuropa häufiger im Freiland, etwa in Obstgärten, vor.
Die Beobachtung, dass D.simulans sich in kühleren Habitaten erfolgreicher entwickelt und fortpflanzt als D.melanogaster, steht also etwas im Widerspruch zu der Beobachtung, dass diese Art insgesamt weiter verbreitet ist und auch in Europa generell weiter nach Norden hin vordringen kann. Ein möglicher Unterschied, der dies erklären könnte, liegt in der Überwinterung. D.simulans legt im Allgemeinen im Winter keine Diapause ein und ist dadurch möglicherweise frostempfindlicher. Es gibt Hinweise darauf, dass sie in einigen nördlicheren Regionen regelmäßig im Winter verschwindet und das Gebiet dann im Sommer von Süden her neu besiedeln muss. Neuere Funde deuten darauf hin, dass sie auch in winterkalten Regionen wie der Ukraine erfolgreich überwintern kann, möglicherweise in besonders geschützten Habitaten. Es wird vermutet, dass sich die Art derzeit auch in Europa noch weiter nach Norden hin ausbreitet.

## Modellorganismus
Durch die enge Verwandtschaft mit Drosophila melanogaster, der Taufliegenart, die als Modellorganismus in der Genetik, Entwicklungs- und Zellbiologie benutzt wird und der vermutlich genetisch am besten untersuchten Tierart überhaupt, wurde D.simulans verbreitet in genetischen Untersuchungen als Vergleichsart verwendet. Tatsächlich wurde die Art von dem Genetiker Alfred Sturtevant (aus der Arbeitsgruppe von Thomas Hunt Morgan) 1919 im Rahmen von genetischen Untersuchungen (in Florida in den USA) überhaupt erst entdeckt und neu beschrieben, als er bemerkte, dass sich einige seiner Versuchstiere nur schwer miteinander kreuzen ließen, obwohl man sie damals derselben Art zugeordnet hatte.

## Phylogenie, Taxonomie, Systematik
Die Art wurde erstbeschrieben durch den Genetiker Alfred Sturtevant nach Tieren, die er in seinen Laborkulturen in Florida, USA als spezifisch verschieden von Drosophila melanogaster erkannte, mit der sie bis dahin verwechselt worden war. Innerhalb der sehr artenreichen Gattung Drosophila gehört sie in die melanogaster-Artengruppe innerhalb der Untergattung Sophophora der Unterfamilie Drosophilinae. Genetische Untersuchen haben klare Hinweise darauf erbracht, dass die Gattung Drosophila nicht monophyletisch gegenüber den anderen Drosophilidae ist. Die in der alten Welt verbreiteten Arten von Sophophora bilden vermutlich eine Klade und könnten als eigenständige Gattung abgetrennt werden. Das ist aber bisher unterblieben, so dass die Art aktuell (Stand 2022) in der Gattung Drosophila verblieben ist.
Drosophila simulans hat sich von Drosophila melanogaster vermutlich vor etwa 3 Millionen Jahren genetisch getrennt. Kreuzungsexperimente zwischen beiden Arten wurden vom Erstbeschreiber der Art schon in den 1920er Jahren durchgeführt. Demnach kommen bei Kreuzungen  nur sterile Nachkommen heraus, die je nach Richtung sämtliche Männchen oder sämtliche Weibchen waren. Die anderen starben aufgrund genetischer Inkompatibilitäten noch im Larvenstadium ab. Später wurde ein Stamm entdeckt, dessen Nachkommen bei Kreuzung beide Geschlechter umfasst, die aber ebenfalls steril bleiben. Seitdem wurden die genetischen Mechanismen dahinter im Detail erforscht, wobei auch triploide Individuen in besonderen Zuchtstämmen beitrugen.
Seit den 1970er Jahren wurde entdeckt, dass Drosophila simulans mit zwei Arten, Drosophila mauritiana von der Insel Mauritius und Drosophila sechellia von den Seychellen eine Artengruppe bildet, die sich vermutlich vor höchstens 250.000 Jahren aus einer gemeinsamen Stammart aufgesplittet hat. Kreuzt man diese Arten miteinander, ergeben sich fruchtbare (fertile) Weibchen, aber sterile Männchen; dies Ergebnis entspricht Haldanes Regel. Inzwischen wurde genetische Introgression auch in natürlichen Populationen der Arten nachgewiesen. Die Trennung der Arten bleibt aber durch Selektionsvorgänge aufrechterhalten.